# Kertschenskoje
Kertschenskoje (Керченское, deutsch Unruh) war ein Ort in der russischen Oblast Kaliningrad (Gebiet Königsberg (Preußen)). Seine Ortsstelle gehört heute zum Munizipalkreis Rajon Bagrationowsk (Stadtkreis Preußisch Eylau).

## Geographische Lage
Die Ortsstelle von Kertschenskoje resp. Unruh liegt im südlichen Westen der Oblast Kaliningrad, 17 Kilometer nordöstlich der einstigen Kreis- und heutigen Rajonshauptstadt Bagrationowsk (Preußisch Eylau).

## Geschichte
Der kleine Ort Orrau wurde um 1365 gegründet und bestand aus ein paar kleinen Gehöften. Um 1785 hieß er Unruhe und nach 1820 Unruh.
Im Jahre 1874 kam die Landgemeinde Unruh zum neu errichteten Amtsbezirk Uderwangen (russisch Tschechowo) im ostpreußischen Kreis Preußisch Eylau. Die Zahl der Einwohner Unruhs belief sich im Jahre 1910 auf 106.
Am 30. September 1928 verlor Unruh seine Eigenständigkeit, als es sich mit Uderwangen (Tschechowo), Eberswalde (Mochowoje) und Pilgrim (Soldatskoje) zur neuen Landgemeinde Uderwangen zusammenschloss.
In Kriegsfolge kam Unruh 1945 mit dem gesamten nördlichen Ostpreußen zur Sowjetunion und erhielt die russische Namensform „Kertschenskoje“. Aber bereits in den 1950er Jahren verliert sich seine Spur. Die Zugehörigkeit zu einem Dorfsowjet ist nicht belegt. Wahrscheinlich wurde der Ort nur in geringem Maße besiedelt, dann aber schon lange vor 1988 verlassen. Heute gilt Kertschenskoje als untergegangen. Seine Ortsstelle gehört jetzt zum Rajon Bagrationowsk (Stadtkreis Preußisch Eylau) in der Oblast Kaliningrad (Gebiet Königsberg (Preußen)) der Russischen Föderation.

## Religion
Bis 1945 war Unruh in das evangelische Kirchspiel der Kirche in Uderwangen (Tschechowo) in der Kirchenprovinz Ostpreußen der Kirche der Altpreußischen Union eingepfarrt.

## Verkehr
Kertschenskoje resp. Unruh liegt an der russischen Regionalstraße 27A-083 (ex A 196, frühere deutsche Reichsstraße 131), die von Kaliningrad (Königsberg (Preußen)) über Selenopolje (Borchersdorf) und Tschechowo (Uderwangen) nach Tischino (Abschwangen), Prawdinsk (Friedland (Ostpreußen)) und Schelesnodoroschny (Gerdauen) bis nach Krylowo (Nordenburg) an der russisch-polnischen Grenze führt. 
Uderwangen war bis 1945 die nächste Bahnstation. Sie lag an der Bahnstrecke Königsberg–Angerburg, die nicht mehr befahren wird.